# Gymnoscelis anaxia
Gymnoscelis anaxia là một loài bướm đêm trong họ Geometridae.